# Zebra

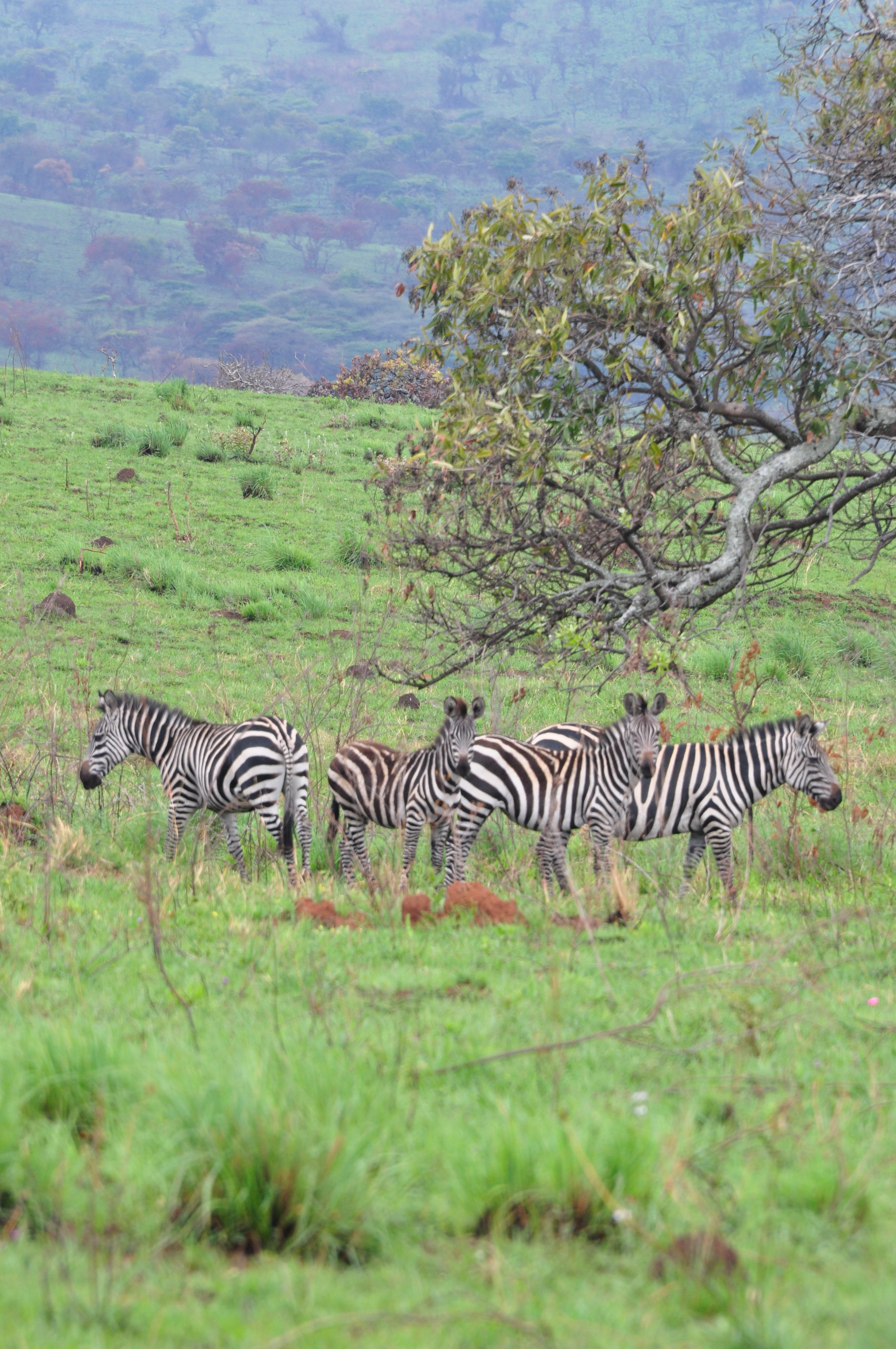
Zebry w zróżnicowanym ujęciu

Zebra – ssak z rodziny koniowatych charakteryzujący się obecnością białych pasów na czarnej sierści. Zwierzęta te należą do rodzaju koń (Equus).
Do zebr zalicza się zwykle trzy gatunki z licznymi podgatunkami:
- zebra stepowa (Equus quagga)
  - zebra równikowa (Equus q. boehmi)
  - zebra sawannowa (Equus q. borensis)
  - zebra damarska (Equus q. burchelli)
  - zebra pręgonoga (Equus q. chapmani)
  - zebra równinna (Equus q. crawshayi)
  - zebra kwagga (†Equus q. quagga)
- zebra pręgowana (Equus grevyi)
- zebra górska (Equus zebra)
  - zebra namibska (Equus zebra hartmannae)
  - zebra przylądkowa (Equus zebra zebra)

Integrated Taxonomic Information System grupuje zebry w podrodzaju Hippotigris C. H. Smith, 1841, lokując w nim także Equus hartmannae Matschie, 1898 – takson, który przez Mammal Species of the World oraz publikację „Polskie nazewnictwo ssaków świata” Muzeum i Instytutu Zoologii PAN w Warszawie jest oznaczany jako zebra namibska (Equus zebra hartmannae), podgatunek zebry górskiej.
Początkowo wierzono, że zebry mają białą sierść z czarnymi pasami, ponieważ niektóre zebry mają białe podbrzusza. Badania embriologiczne dowiodły jednak, że kolor tła zwierzęcia to czarny, białe paski i brzuchy są dodatkami, powstałymi wskutek różnych czynników. Zebry żyją stadnie na trawiastych terenach Afryki, na południe od Sahary.